# Kaple Panny Marie Bolestné (Zlíchov)
Kaple Panny Marie Bolestné se nachází v Praze 5-Hlubočepích v jejich jihovýchodní části pod barrandovskými skalami. Stojí na Zbraslavské silnici mezi Zlíchovem a Malou Chuchlí v místech zaniklé osady Křenkov.

## Historie
V lomu jižně od Zlíchova byla roku 1742 při obléhání Prahy postavena francouzskými vojsky prachárna. Později ji využívali dělníci v lomech jako sklad materiálu. Roku 1847 přestavěl tuto stavbu na kapli majitel lomů Herget údajně na památku své dcery Marie, které se stalo neštěstí v jednom z lomů. Podle jiné verze kapli zbudovala Marie Hergetová (dcera majitele lomu) na památku dělníků zemřelých v lomu. Po roce 1900 byla kaple upravena benediktiny z pražských Emauz v beuronském stylu. V roce 1903 byla kaplička znovu vysvěcena. Od 50. let 20. století stavba chátrá. Kaplička není v církevním vlastnictví a objekt tudíž nepodléhá církevním restitucím.
V srpnu 2019 byla u kaple uspořádána brigáda s vyčištěním jejího okolí a vyřezáním náletových dřevin.

### Popis kapličky
Drobná stavba na kruhovém půdorysu s apsidou má v pravoúhlém rizalitu umístěn vstup. Drobný štít rizalitu je zdoben mozaikovým monogramem Krista, písmeny Alfa a Omega a nápisem + AVE •  MARIA • GRATIA PLENA.  Kaple je zaklenuta zděnou kupolí bez krytiny. Uvnitř kaple je proti vstupu segmentově ukončené okno, pod kterým je umístěn zděný oltář. Jednoduché zděné obíhá celý vnitřní obvod kaple. Na stěnách a na stropě jsou patrné zbytky ornamentální výmalby s centrálním křížem. Výmalbu doplňuje obíhající latinský nápis "O vos omnes, qui transitis per viam, attendite et videte, si est dolor sicut dolor meus" ("Vy všichni, kteří jdete kolem, popatřte a hleďte, je-li jaká bolest jako bolest moje" - Pláč 1,12). Výzdoba kaple je od českého malíře a mozaikáře Viktora Foerstera. Kaplička je zasvěcena Panně Marii Bolestné.

## Galerie

Kaplička v proměnách času
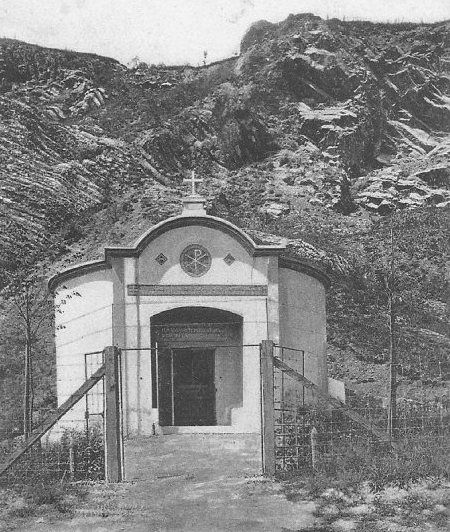
Před rokem 1949
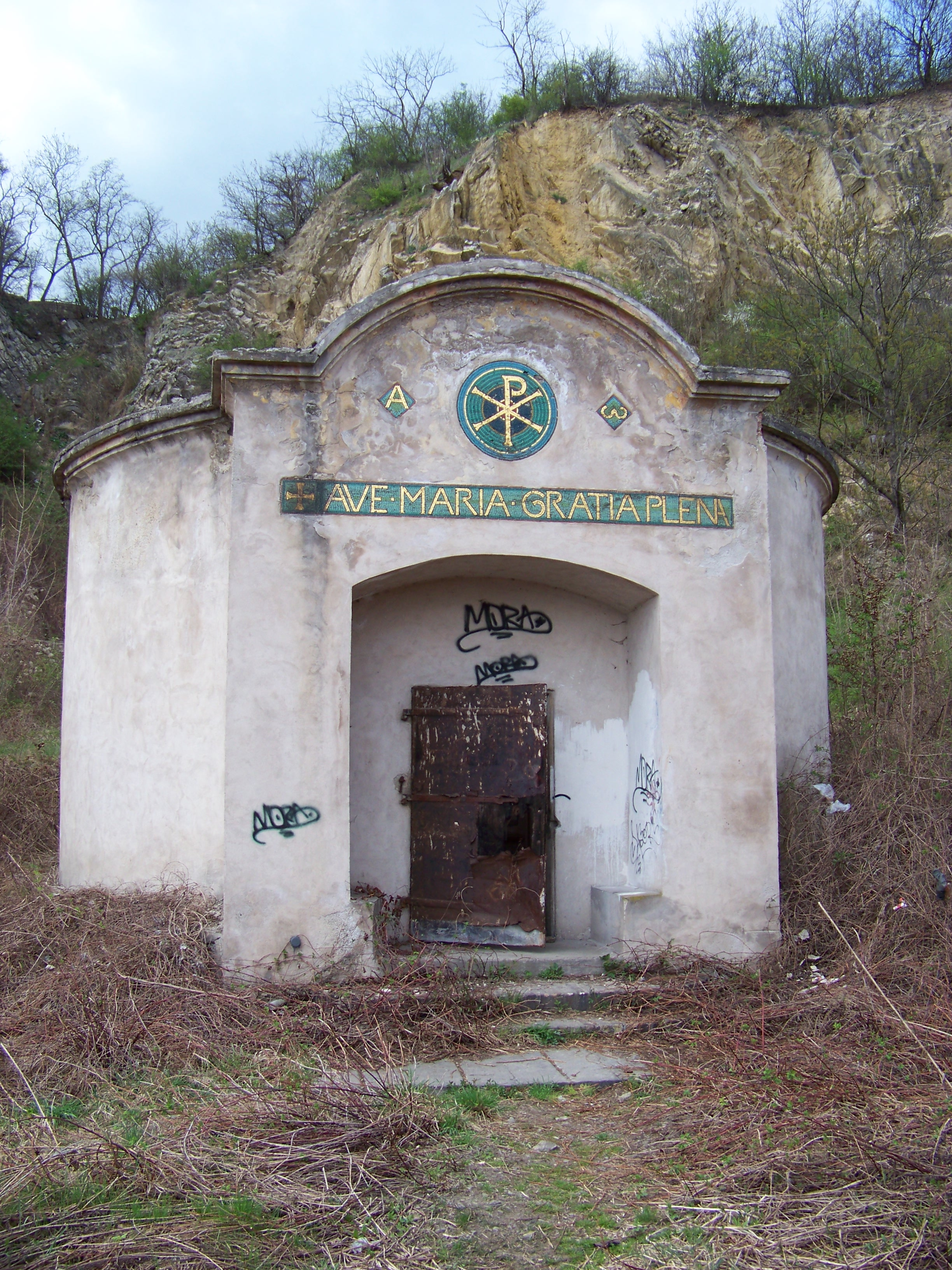
Duben 2011
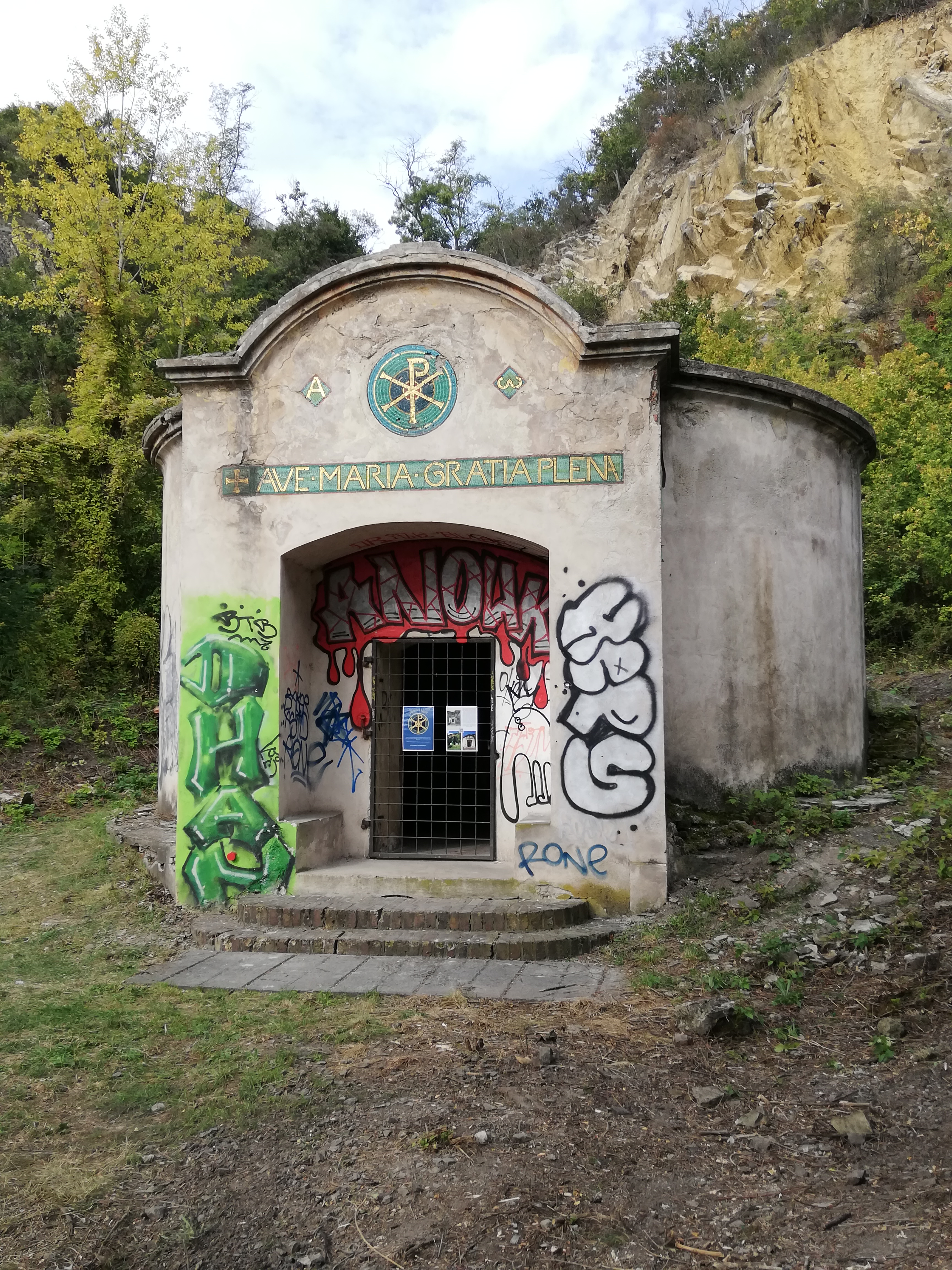
Září 2019